# بروخ
ج. ب. بروخ (بالنرويجية البوكمول: Jens Peter Broch)‏ (1819 - 1886 م) هو مستشرق، من أهل السويد.
تخرج من جامعة كريستيانيا، وتعلم العربية في جامعة ليبزيج، وسمى أستاذا للغات السامية في جامعة كريستيانيا. من آثاره: نشر المفضل للزمخشري (كريستيانيا، 1859 - 1879 م).